# 아구스틴 에이사기레

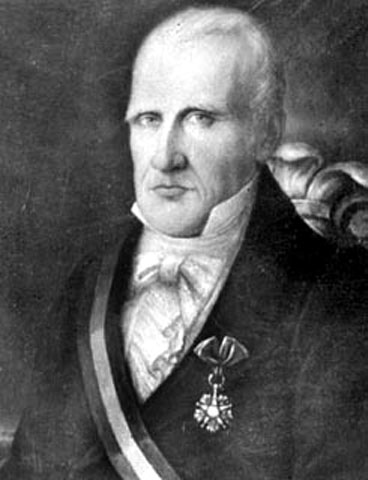
아구스틴 에이사기레

아구스틴 에이사기레(스페인어: Agustín Manuel de Eyzaguirre y Arechavala, 1768년 5월 3일 - 1837년 7월 19일)는 1826년과 1827년 사이 칠레의 임시 대통령으로 재임한 정치인이다.

## 젊은 시절
그는 산티아고에서 바스크인 도밍고 에이사기레 에스쿠타솔로 (Domingo Eyzaguirre Escutasolo)와 마리아 로사 데 아레트사발라 이 알다이 (María Rosa de Aretxabala y Alday)의 아들로 태어났다. 그는 《Real Universidad de San Felipe》에서 법과 신학을 공부했으며, 1789년에 졸업하였다. 원래 그는 성직자가 되길 원했지만 후에 마음을 바꾸어 칼레라 데 탱고 (Calera de Tango)에 있는 가족 농장을 물려받기로 결심했다. 그는 1808년 9월 13일에 테레사 라레인 (María Teresa de Larraín y Guzmán Peralta)과 결혼하였다.

## 정치 경력
1810년 스페인 지배에 반대하는 폭동 때 그는 산티아고 지방자치체 회원으로 활동했으며, 열의로 가득찬 혁명운동에 가담하였다. 1812년에 초대 의회의 하원의원으로 선출되면서 정치를 시작하였다. 1813년에 호세 미겔 카레라 장군이 안토니오 프레하 준장의 침공에 합류하여 진격하였으며, 의회는 임시정부를 정하였다. 에이사기레는 호세 미겔 인판테와 호세 이그나치오 치엔푸에고스와 함께 1813년 3월에 설립하여 1814년 3월 7일까지 지속되었던 《정부 위원회》의 구성원으로 선출되었다.
그는 국립 대학교와 많은 학교를 설립하고 언론의 자유를 공표하는데 있어 활발한 활동을 하였다. 이 정부 시절에 최초의 공화국 간행물이 산티아고에서 출판되었다. 1814년 10월 란카과 전투 후, 그는 우국지사들과 함께 후안 페르난데스 섬에 수감되었으며 그의 모든 재산이 몰수되었다. 1817년 2월 12일에 차카부코 전투 후 석방되어 돌아왔다.

## 역대 선거 결과
| 선거명      | 직책명        | 대수 | 정당   | 득표율 | 득표수 | 결과 | 당락             |
| ----------- | ------------- | ---- | ------ | ------ | ------ | ---- | ---------------- |
| 1826년 선거 | 칠레의 부통령 | 1대  | 무소속 | 57.14% | 20표   | 1위  | 칠레 부통령 당선 |

## 같이 보기
- 칠레의 역사